# Државни савјет за Канаду
Државни савјет за Канаду (енгл. Privy Council for Canada) формално је највиша извршна власт у Канади.

## Дјелокруг
Државни савјет се формално назива Queen's Privy Council for Canada односно Conseil privé de la Reine pour le Canada и врши само церемонијалну функцију. Фактички носилац извршне власти је Кабинет Канаде који се историјски сматра извршним комитетом Државног савјета. Државни савјет остварује највишу извршну власт доносећи уредбе (енгл. Orders in Council).
За разлику од Државног савјета Уједињеног Краљевства који на сједницама доноси уредбе, канадски Државни савјет не одржава сједнице. У Канади се под одлучивањем Queen-in-Council или Governor-in-Council подразумијева да уредбе доноси генерални гувернер Канаде на предлог државних савјетника.
Поступак доношења уредби је чиста формалност. Уредбе су заправо унапријед усаглашене у Кабинету на челу са премијером, а затим их краљевски министри у својству државних савјетника предлажу генералном гувернеру.

## Састав
Чланови Државног савјета се називају Privy Councillors („тајни савјетници”) и имају титуле The Honourable, а неки од њих и The Right Honourable. Број чланова Државног савјета није уставно ограничен. Чланство је доживотно. Именовања врши генерални гувернер Канаде на владин предлог. Предсједник Државног савјета је члан Кабинета. Секретар Државног савјета је грађански службеник под називом Clerk of the Privy Council који стоји на челу Канцеларије Државног савјета (енгл. Privy Council Office).
Државни савјетници су: бивши генерални гувернери, премијер и бивши премијери, главни судија и бивше главне судије, садашњи и бивши министри, садашњи и бивши владини повјереници у Сенату и Дому комуна, некадашњи државни секретари и парламентарни секретари, вођа опозиције и бивше вође опозиције, садашње и бивше страначке вође, одређени садашњи и бивши провинцијски премијери, бивши спикери Сената и Дома комуна, садашњи и бивши истакнути парламентарци, бивши секретари Државног савјета, садашњи и бивши чланови Security Intelligence Review Committee, као и одређени истакнути Канађани.